# Брестовец Ореховички
Брестовец Ореховички је насељено место у саставу општине Бедековчина у Крапинско-загорској жупанији, Хрватска. До територијалне реорганизације у Хрватској налазио се у саставу старе општине Забок.

## Становништво
На попису становништва 2011. године, Брестовец Ореховички је имао 334 становника.

## Попис1991.
На попису становништва 1991. године, насељено место Брестовец Ореховички је имало 339 становника, следећег националног састава:
| Попис 1991.‍ | Попис 1991.‍ | Попис 1991.‍ | Попис 1991.‍ | Попис 1991.‍ |
| ----------- | ----------- | ----------- | ----------- | ----------- |
|             |             |             |             |             |
| Хрвати      | Хрвати      |             | 332         | 97,93%      |
| Срби        | Срби        |             | 2           | 0,58%       |
| Југословени | Југословени |             | 1           | 0,29%       |
| непознато   | непознато   |             | 4           | 1,17%       |
| укупно: 339 |             |             |             |             |